# Ed DeChellis
Edward Richard DeChellis, meglio noto come Ed DeChellis (Monaca, 14 novembre 1958), è un allenatore di pallacanestro statunitense.

## Palmarès
- Campione NIT (2009)